# Maďarská socialistická dělnická strana
Maďarská socialistická dělnická strana, zkráceně MSZMP, (maďarsky: Magyar Szocialista Munkáspárt) byla vládnoucí komunistická strana v Maďarské lidové republice v letech 1956–1989.

## Historie a stanovy
MSZMP vznikla během Maďarského povstání 2. listopadu 1956 z Maďarské strany pracujících. Jednalo se o komunistickou stranu, řízenou v duchu Marxismu-Leninismu a proletářského internacionalismu. Byla součástí mezinárodního komunistického a dělnického hnutí. Strana také ovládá mládežnické hnutí KISZ.
Stanovy, přijaté XI. sjezdem v roce 1975, definují stranu takto: " Maďarská socialistická dělnická strana je dobrovolný svazek sdružující ve svých řadách nejpokrokovější síly Maďarského lidu, které bojují za uskutečnění socialistických idejí a cílů dělnické třídy".
Strana zanikla roku 1989, kdy na počátku října byl svolán mimořádný XIV. sjezd MSZMP, který se stal jejím posledním. 7. října, z iniciativy reformních komunistů, vznikla nová strana – Magyar Szocialista Párt v čele s Rezső Nyersem. Členství nebylo převedeno a ze 700 000 členů MSZMP se členy MSZP stalo jen 50 000 lidi.

## Generální tajemnící strany
- János Kádár (7. listopad 1956 – 22. květen 1988)
- Károly Grósz (22. květen 1988 – 7. říjen 1989)

## Vývoj komunistické strany v Maďarsku
- Kommunisták Magyarországi Pártja (Maďarská strana komunistů) 1918–1944
- Magyar Kommunista Párt (Maďarská komunistická strana) 1944–1948
- Magyar Dolgozók Pártja (Maďarská strana pracujících) 1948–1956
- Magyar Szocialista Munkáspárt (Maďarská socialistická dělnická strana) 1956–1989
- Magyar Kommunista Munkáspárt (Maďarská komunistická dělnická strana) 1989 – současnost
  - Magyarországi Munkáspárt 2006 (Maďarská dělnická strana 2006) 2006 – současnost

- Magyar Szocialista Párt (Maďarská socialistická strana) 1989 – současnost